# Ain
Ain este un departament în sud-estul Franței, situat în regiunea Auvergne-Ron-Alpi. Este numit după râul omonim ce traversează departamentul.
Departamentul Ain a fost unul dintre cele 83 de departamente create în urma Revoluției franceze pe data de 4 martie 1790 din teritoriul a 4 provincii regale: Bresse, Bugey, Dombes, Gex și o parte a provinciei Franc-Lyonnais. Regiunea Gex a fost transferată între 1798 și 1814 departamentului Léman iar în 1967 6 comune din sud-vestul departamentului, aflate la periferia orașului Lyon au fost transferate departamentului Rhône.

## Localități selectate

### Prefectură
- Bourg-en-Bresse

### Sub-prefecturi
- Belley
- Gex
- Nantua

### Alte orașe
- Oyonnax

## Diviziuni administrative
- 4 arondismente;
- 43 cantoane;
- 419 comune;